# Rue Édouard Stuckens
Pour les articles homonymes, voir Stuckens.

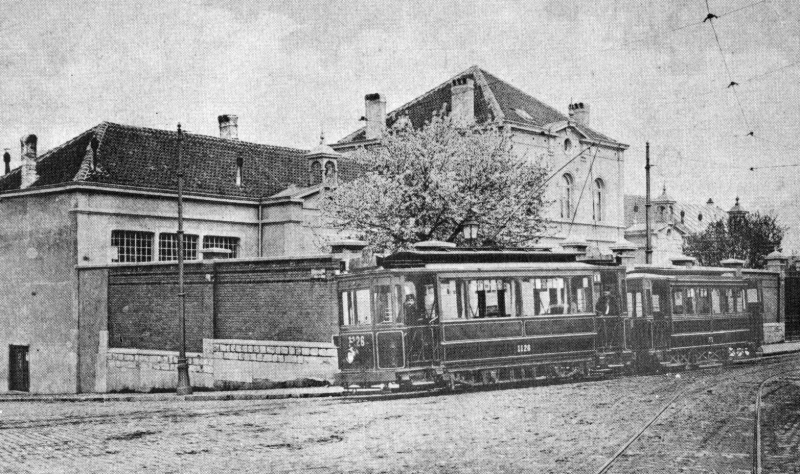
L'école communale de la rue Stuckens et le tram 56

La rue Édouard Stuckens est une rue d'Evere (Belgique) qui aboutit place de la Paix. 
Édouard Gilles Stuckens fut bourgmestre de la commune d'Evere de 1872 à 1895.
Dans cette rue roulent les tramways de la ligne 55 de la STIB.
Au coin de la rue Stuckens et de la rue Van Assche, se trouve la grange aux Dîmes datée des XVIe et XVIIe siècles, site archéologique[Information douteuse].
Auparavant, cette voirie urbaine s'appelait « chemin de la Poste ».
Aux numéros 128-130 est située la mosquée Attawba, seule mosquée de la commune d'Evere.